# Amo
Amo (стилізовано малими літерами) — шостий студійний альбом британського рок-гурту Bring Me the Horizon. Спочатку реліз був запланований на 11 січня 2019 року, але вийшов 25 січня 2019 року. Альбом анонсували 22 серпня 2018 року, через день після виходу головного синглу «Mantra». Продюсерами альбому стали вокаліст Олівер Сайкс і клавішник Джордан Фіш. Переважно, записувався на студії звукозапису Sphere & Madden Studios. Альбому передували п'ять синглів. Головний з них, «Mantra», вийшов 21 серпня 2018 року.

## Про альбом

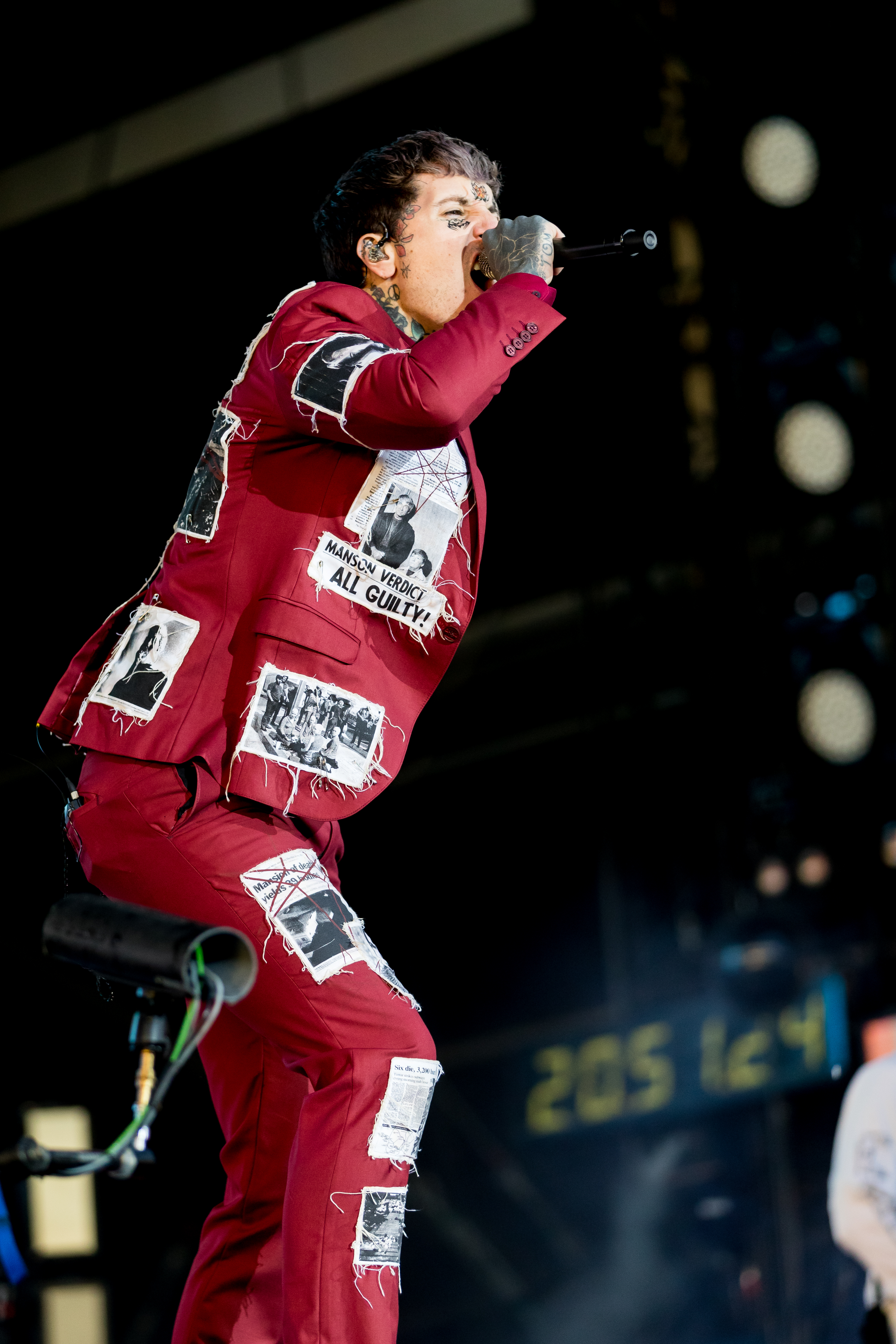
Живий виступ Bring Me The Horizon на Rock am Ring 2019, Нюрнберг, Німеччина

З португальської мови, назва альбому перекладається як «я люблю». Вокаліст групи, Олівер Сайкс сказав таке про альбом:
"amo" — це альбом про кохання, який досліджує кожен аспект цієї найсильнішої емоції. […] У ньому йдеться про хороше, погане та потворне, і в результаті ми створили альбом, експериментальніший, різноманітніший, дивний і чудовий, ніж будь-що, що ми робили раніше.
Пізніше він прокоментував, що Amo — це концептуальний альбом про кохання, оскільки «врешті-решт все зводиться до цього». Сайкс також сказав, що частина ліричного змісту стосується його розлучення.
Альбом вперше просувається з рекламною кампанією на білбордах у Лондоні та інших містах світу з символами, які використовував гурт у минулому на них, разом зі словами «Do you wanna start a cult with me?» (з англ. — «Ти хочеш розпочати культ зі мною?»), які з тексту пісні «Mantra».
Прем'єра пісні «Mantra» відбулася на BBC Radio 1, і Сайкс сказав Енні Мак наступне: «Ми пішли і записали щось, і це перше, що ми хотіли показати людям про наше повернення. Він зовсім інший, але в ньому є подібність – це те, чим ми хотіли поділитися зі світом». Сайкс заявив, що пісня «Mantra» «насправді» не відображає звучання всього альбому, також сказавши, що кожна пісня на платівці зовсім інша. Це набагато експериментальніший альбом, ніж наш попередній».
21 жовтня гурт випустив свій другий сингл «Wonderful Life» за участю Дені Філта, а також трек-лист для Amo. У той же день гурт оголосив, що дату виходу альбому перенесено на 25 січня 2019.

## Критика
Amo отримав визнання музичних критиків. На Metacritic, який надає нормалізований рейтинг зі 100 рецензій основних критиків, альбом має середній бал 85 зі 100 на основі 12 рецензій, що вказує на «загальне визнання». AllMusic дав альбому позитивний відгук, сказавши, "Amo - це захоплююча поїздка в жанрі, яка знаменує собою сміливу нову еру для групи". The Independent назвала альбом «незабутнім і еклектичним», але також сказала, що «amo не задовольнить усіх шанувальників BMTH…[але принесе] нових». У NME похвалили альбом, назвавши інтерлюдії «темними та механічними» та «захопливим вказівником у майбутнє».

## Список композицій
Автор музики і слів Олівер Сайкс, Лі Малія, Джордан Фіш, Метт Кін, та Метт Ніколс, окрім позначених. «Nihilist Blues» написано спільно з Емі Лі, Террі Бальзамо, Тімом МакКордом, та Віллом Гантом. 
| #     | Назва                                   | Тривалість |
| ----- | --------------------------------------- | ---------- |
| 1.    | «I Apologise If You Feel Something»     | 2:19       |
| 2.    | «Mantra»                                | 3:53       |
| 3.    | «Nihilist Blues» (за участі Граймз)     | 5:25       |
| 4.    | «In the Dark»                           | 4:31       |
| 5.    | «Wonderful Life» (за участі Дені Філта) | 4:34       |
| 6.    | «Ouch»                                  | 1:49       |
| 7.    | «Medicine»                              | 3:47       |
| 8.    | «Sugar Honey Ice & Tea»                 | 4:21       |
| 9.    | «Why You Gotta Kick Me When I'm Down?»  | 4:28       |
| 10.   | «Fresh Bruises»                         | 3:18       |
| 11.   | «Mother Tongue»                         | 3:37       |
| 12.   | «Heavy Metal» (за участі Rahzel)        | 4:00       |
| 13.   | «I Don't Know What to Say»              | 5:52       |
| 51:54 |                                         |            |

| Japanese tour edition bonus tracks | Japanese tour edition bonus tracks | Japanese tour edition bonus tracks |
| #                                  | Назва                              | Тривалість                         |
| ---------------------------------- | ---------------------------------- | ---------------------------------- |
| 14.                                | «Throne»                           | 3:11                               |
| 15.                                | «Happy Song»                       | 3:59                               |
| 16.                                | «Drown»                            | 3:42                               |
| 17.                                | «Avalanche»                        | 4:22                               |
| 18.                                | «Shadow Moses»                     | 4:03                               |
| 19.                                | «Sleepwalking»                     | 3:50                               |
| 20.                                | «Can You Feel My Heart»            | 3:47                               |
| 77:28                              |                                    |                                    |

## Учасники запису
Інформація взята з AllMusic.
Bring Me the Horizon:
- Олівер Сайкс - вокал, продюсування;
- Лі Маліа - гітара;
- Джордан Фіш - програмування, клавішні, бек-вокал, продюсування, інжиніринг, перкусія;
- Метт Кін - бас-гітара;
- Метт Ніколлс - ударні, перкусія;

Додаткові виконавці:
- Граймс - гостьовий вокал у 3 треку;
- Дені Філт - гостьовий вокал у треку 5;
- Rahzel - гостьовий вокал та бітбоксинг у треку 12;

Технічний персонал
- Ромеш Додангода - інжиніринг;
- Ден Ланкастер - міксування;
- Тед Дженсен - майстеринг;
- Алехандро Байма, Франческо Камелі, Нік Міллс, Деніел Морріс - асистенти інжинірингу;
- Ріс Мей - мікшування, інжиніринг;
- Мет Еш andтаКрейг Дженнінгс — художнє керівництво;
- Даррен Оорлофф - дизайн;
- Pretty Puke — фотографія;
- Choir Noir - додатковий вокал;
- Parallax Orchestra - оркестр;